# Kébila
Kébila est une localité et une commune rurale du Mali, chef-lieu d'arrondissement dans le cercle de Kolondiéba et la région de Bougouni.

## Villages
La commune s'étend sur 30 localités relevées lors du recensement général de 2009. 
Les villages les plus peuplés sont :
- Kébila (3 421 habitants)
- Diaka (3 297 habitants)
- Bafaga (2 434 habitants)